# 満洲国政府公報
『満洲国政府公報』（まんしゅうこくせいふこうほう、旧字体：滿洲國政府公󠄁報）は、満洲国国務院総務庁が編纂・発行した満洲国の機関紙。日本の『官報』に相当する。

## 概要
満洲国建国から1ヵ月後の1932年（大同元年）4月1日から1945年（康徳12年）8月4日までの13年4ヵ月に渡り3,678号（号外72期、附録161期を除く）が発行された。
創刊の第1号から1934年（大同3年）2月27日発行の第341号までは『満洲国政府公報』の名称が使われ、中国語版の他に日本語版の『満洲国政府公報邦譯（邦訳）』（第1号 - 第3号）、『満洲国政府公報日譯（日訳）』（第4号 - 第341号）が発行された。発行規程上は休日を除く毎日発行するとされたが、実際には隔日で発行されていた。
日本語版は、第1号から第101号（大同2年3月3日号）までは雙發（双発）洋行印刷部が印刷・発行していたが、第102号（大同2年3月6日号）以降は国務院総務庁が直接発行するようになった。また、日本語版は中国語版と比べて2週間から1日遅れで発行されていたが、1933年（大同2年）6月30日の第152号から同時発行されるようになった。
帝政に移行した1934年（康徳元年）3月1日からは『政府公報』に改称して号数もリセットされ、休日を除く毎日発行された（号外は除く）。また『満洲国政府公報』と同様に、別冊として日本語版の『政府公報日譯（日訳）』が刊行されたが、1936年（康徳3年）以降は『政府公報』に日中両文を併載し（上段：中国語・下段：日本語）、『政府公報日譯』は廃刊された。日中両文併載に伴って基本的にページ数も倍増したが、日本語・中国語で同一内容のページ（公告等）は日本語版を基に記載されている。

## 掲載事項

### 満洲国政府公報
『満洲国政府公報』は「暫行公文程式令」（大同元年3月9日教令第15号）第5條に定めた必要掲載事項の他、その他の公文及び広告を掲載するとされた（「暫行政府広報発行規程」第1條）。公文は、教書、執政令（法律・教令・軍令・国際条約・予算及び予算外国庫負担となるべき契約）、院令、部令・局令、省令、任命状、委任令、訓令、指令、佈告、各種通達（咨・呈・公函）、批とされ、この他に、雑報（規程・規定・彙報等）・公告・広告が掲載された。
表紙（1頁目）の右端には、題字、発行年月日、発行号数（第○○號、発行年月日共に漢数字表記）、曜日（日本語版は七曜表記）が記された。

### 政府公報
『政府公報』は、法令により公布すべき公文及び各官署の重要なる公表事項を登載するとされた（「政府公報発行規程」第1條）。また、官署の公告又は広告及び一般の広告を登載することも可能とされた（「政府公報発行規程」第9條）。公文は「公文程式令」（康徳元年3月1日勅令第2号）で全面改訂され、教書が詔書に、執政令が勅令に改められたほか、帝室令（日本の皇室令に相当）が追加されている。
表紙（1頁目）の右端には、題字、発行年月日、発行号数（第○○號、発行年月日共に漢数字表記）、曜日（日中両文併載後は七曜と中国語の星期を併記）のほか、日中両文併載後は目次抄録も記載された。

## 目録
定期購入者に対して、月1回程度で前月発行分の目録が附録し、小冊子に綴った後の目次の役目を果たした。
なお、目録の書式が『満洲国政府公報』と『政府公報』では変更されており、『満洲国政府公報』では名称・番号・送達機関・事由・年月日・公報号数と記載頁数（日単位）の1段表記だったが、『政府公報』では公文番号・事由・送達機関・月日（後に公報号数に変更され、更に日付に変更）・公報記載頁数（月単位）が上下2段に表記されている。

## 発行規程
1932年（大同元年）4月1日から発行されているが、発行規程は1932年（大同元年）4月22日の院令第7号「政府公報発行規程ヲ発布スル件」とそれに附属する「暫行政府公報発行規程」で定められた。1934年（康徳元年）4月14日の院令第2号「政府公報発行規程」により発行規程は全面改訂され、大同元年院令第7号「暫行政府公報発行規程」は廃止された。発行規程の改訂履歴は下記の通り。
- 新規又は全面改訂
  - 1932年（大同元年）4月22日 - 大同元年院令第7号「暫行政府公報発行規程」（新規）
  - 1934年（康徳元年）4月14日 - 康徳元年院令第2号「政府公報発行規程」（全面改訂）
  - 1935年（康徳2年）12月24日 - 康徳2年院令第11号「政府公報発行規程」（全面改訂）
  - 1941年（康徳8年）7月1日 - 康徳8年院令第17号「政府公報発行規程修正」（全面改訂）
- 一部改訂
  - 1934年（康徳元年）7月3日 - 康徳元年院令第7号「政府公報発行規程中改正ノ件」（文言の修正、第7條・第12條の削除）
  - 1936年（康徳3年）12月28日 - 康徳3年院令第12号「政府公報発行規程中修正」（第10條第1項の修正）
  - 1937年（康徳4年）7月1日 - 康徳4年院令第11号「政府公報発行規程中修正」（第2條・第4條・第5條の修正）
  - 1940年（康徳7年）1月17日 - 康徳7年院令第1号「政府公報発行規程中修正」（営繕需品局から印刷廠に文言変更）
  - 1942年（康徳9年）7月13日 - 康徳9年院令第22号「政府公報発行規程中修正」（価格改定）

## 購読料
『満洲国政府公報』の価格は一部につき4分/一箇月1元/一箇年11元5角（中国語版）とされた（大同元年院令第7号「暫行政府公報発行規程」第8條）。日本語版の『満洲国政府公報邦譯』及び『満洲国政府公報日譯』の価格は一部につき日金（日本円）3銭/一箇月70銭/一箇年8円5銭とされた。1932年（昭和7年）8月19日に第三種郵便物に認可され、日本並びに満洲国内の送料は一部5厘/一箇月14銭/一箇年1円70銭、外国宛は一部2銭/一箇月56銭/一箇年6円80銭とされた。
1932年（昭和7年）8月29日発行の『満洲国政府公報日譯』第36号（大同元年8月19日号）から送料込みの価格に改正され、日本並びに満洲国内は一部につき日金4銭/一箇月90銭、外国郵便による区域については一部につき日金7銭/一箇月1円75銭とされた。1933年（大同2年）7月1日にも価格が改定され、満洲国内及び日本では一部につき国幣（満洲国圓）4分/一箇月9角、外国郵便による区域については一部につき国幣6分/一箇月1円4角とされた。
1935年（康徳2年）12月28日の「政府公報及政府公報日譯合册公告」（日本語）及び1936年（康徳3年）1月7日の「政府公報及政府公報日譯合編公告」（中国語）で『政府公報』の価格改定が広告され、満洲国内及び日本では日本円で一部7銭/一箇月1円50銭、満洲国圓で一部7分/一箇月1圓5角（共に送料込）に改訂された。
1941年（康徳8年）7月1日から、満洲国内及び国内と同額の郵送料を要する地域では満洲国圓で一部7分/一月分1圓5角、それ以外の地域では一部1角5分/一月分3圓5角と規定された（康徳8年7月1日院令第17号第5條）。
1942年（康徳9年）8月1日から、満洲国内及び国内と同額の郵送料を要する地域では満洲国圓で一部1角/一月分2圓、それ以外の地域では一部1角8分/一月分4圓に改定された（康徳9年7月13日院令第22号第5條）。

## 評価
『満洲国政府公報』及び『政府公報』は、満洲国の各種法令（教令・勅令）・省令・訓令・佈告・通達・雑報・公告のほか、徽章制度・外交（対外通告）・人事（任免辞令）・財政税収・企業公告など多岐に亘る資料を掲載し、「号外」「増刊」「資料」として様々な事件等を報道した。法令・徽章制度等は国務院法制処編『満洲国法令輯覧』にも収録されているが、それ以外の多くは他の資料集、檔案（公文書）集等にも収録されておらず、史料的価値も文献的価値も極めて高い。しかし、満洲国の解散とそれに伴う1940年代後半の混乱期を経て、これらの資料の多くは中国大陸各地の図書館・檔案館（公文書館）等に散逸している。
日本では、国立公文書館及び国立国会図書館等に収蔵されており閲覧も可能だが、号外を中心に欠号も多く、全ては網羅されていない。この他に早稲田大学や筑波大学の大学図書館等でも収蔵されている。
国立公文書館収蔵物は内閣文庫が収集した物で、現在はデジタルアーカイブ化されており、インターネットを使用して国立公文書館デジタルアーカイブ及びアジア歴史資料センターから検索して閲覧可能である。アジア歴史資料センターでは資料画像をDjVu及びJPEG 2000形式で提供していたが、多様なデバイスに対応するため、2016年9月26日から資料画像の提供形式をPDF及びJPEGに変更している。なお、オリジナルの資料は劣化しているため、国立国会図書館収蔵物は「禁電子式複写」の対象資料である（複写機による複写サービスの対象外）。

## 刊行一覧

### 中国語版
- 『滿洲國政府公報』（第1号 - 第341号）
  - 1932年（大同元年）4月1日 - 1934年（大同3年）2月27日
- 『政府公報』（第1号 - 第542号）
  - 1934年（康徳元年）3月1日 - 1935年（康徳2年）12月28日

### 日本語版
- 『滿洲國政府公報邦譯』（第1号 - 第3号）
  - 1932年（大同元年）4月1日 - 1932年（大同元年）4月25日
- 『滿洲國政府公報日譯』（第4号 - 第341号）[11]
  - 1932年（大同元年）5月2日 - 1934年（大同3年）2月27日
- 『政府公報日譯』（第1号 - 第542号）
  - 1934年（康徳元年）3月1日 - 1935年（康徳2年）12月28日

### 日中併載版
- 『政府公報』（第543号 - 第3337号）
  - 1936年（康徳3年）1月4日 - 1945年（康徳12年）8月4日

### 復刻版
- 遼瀋書社刊『偽満洲国政府公報』（全120冊）、1990年10月。国立国会図書館書誌ID:000002593498。
  - 『満洲国政府公報』及び『政府公報』の復刻版。中国語版のみ（1935年（康徳3年）以降は日中両文併載）。縮刷版で状態も一部が不鮮明。
- 線装書局刊『偽満洲国政府公報全編（中日文双語対照版）』（全163冊）、2009年6月。ISBN 978-7-80106-919-1。国立国会図書館書誌ID:024087409。
  - 『満洲国政府公報』及び『政府公報』の復刻版。中国語・日本語対照版。保存状態の最も良い物を使用した「号外」「増刊」「資料」を含む完全原寸影印本。